# Aechmea coelestis
Aechmea coelestis là một loài thực vật có hoa trong họ Bromeliaceae. Loài này được (K.Koch) E.Morren mô tả khoa học đầu tiên năm 1875.